# Finnskoga-Dalby landskommun
Finnskoga-Dalby landskommun var en tidigare kommun i Värmlands län.

## Administrativ historik
Den bildades som storkommun vid kommunreformen 1952 genom sammanläggning av de tidigare kommunerna Dalby, Norra Finnskoga och Södra Finnskoga.
Sedan 1974 ingår dess område i Torsby kommun.
Kommunkoden var 1708.

### Kyrklig tillhörighet
I kyrkligt hänseende tillhörde kommunen församlingarna Dalby, Norra Finnskoga och Södra Finnskoga.

## Kommunvapnet
Blasonering: I fält av silver ett av en kavle och en ginkavle bildat andreaskors, åtföljt av fyra topografiska barrskogstecken, allt i blått.
Vapnet fastställdes av Kungl Maj:t år 1959 och dess giltighet upphörde när kommunen upplöstes 1974.
Detta är ett talande vapen med syftning på namnet Finnskoga. Det blå andreaskorset på vit botten är egentligen en snedställd finländsk flagga. Blått och silver är även Värmlands tinkturer. De topografiska barrskogstecknen syftar dels på efter ledet i namnet och på kommunens natur.

## Geografi
Finnskoga-Dalby landskommun omfattade den 1 januari 1952 en areal av 2 121,18 km², varav 2 057,36 km² land.

### Tätorter i kommunen 1960
| Tätort     | Folkmängd |
| ---------- | --------- |
| Sysslebäck | 730       |
| Höljes     | 494       |
| Likenäs    | 286       |
| Långav     | 237       |

Tätortsgraden i kommunen var den 1 november 1960 26,4 procent.

## Politik

### Mandatfördelning i valen 1950-1970
| 6 | 21 | 4 | 3 | 2 | 4 |

| 39 |

| 5 | 21 | 4 | 4 | 2 | 4 |

| 37 |

| 5 | 22 | 3 | 6 | 2 | 2 |

| 37 |

| 4 | 23 | 3 | 7 | 3 |

| 38 |

| 6 | 19 | 4 | 4 | 3 | 4 |

| 37 |

| 5 | 21 | 4 | 5 | 2 | 2 |

| 37 |